# Ekonomika Indonésie
Ekonomika Indonésie je největší ekonomikou v Jihovýchodní Asii a je jednou z rozvíjejících se tržních ekonomik světa. Je patnáctou největší ekonomikou na světě dle nominálního HDP a sedmou největší dle parity kupní síly. V roce 2018 činilo HDP 1,042 bilionů amerických dolarů, nicméně čtvrtina lidí stále žila pod hranicí chudoby. Indonésie se zařadila mezi jednu ze zemí skupiny G20 a je druhou nejrychleji se rozvíjející asijskou zemí (po Číně). Indonésie je dlouholetým členem WTO a jedním z nejaktivnějších a nejsilnějších členů ASEAN. Indonéská ekonomika v posledních letech (2019) dosahuje 5,2 % meziročního nárůstu HDP, což je výsledkem zvyšující se domácí spotřeby, exportu a růstu domácích a zahraničních investic.
Očekává se, že indonéská internetová ekonomika v roce 2019 dosáhne 40 miliard USD a přesáhne US$130 miliard v roce 2025. Indonésie je závislá na domácím trhu, na výdajích státního rozpočtu a na vlastnictví státních podniků (vláda vlastní 141 podniků). Správa cen mnoha základního zboží (včetně rýže a elektřiny) hraje také významnou roli v indonéské tržní ekonomice. Nicméně od roku 1990 je většina ekonomiky kontrolována jednotlivými Indonésany a zahraničními firmami.
Až do roku 1997 po deset let plynul do Indonésie ohromný objem zahraničních investic, ekonomika rostla o téměř 10 % ročně a vyhlídky země, která udělal významný pokrok v budování průmyslu a překonávání chudoby, se zdály být neomezené. Asijská měnová krize z října 1997 znamenala pro vše rychlý konec a Indonésie upadla do velké recese.
Navzdory ekonomickému rozvoji je téměř třetina obyvatel zaměstnána v zemědělství. I proto byla v roce 2016 Indonésie dle indexu ekonomického rozvoje až na 113. místě. Dle globálního reportu konkurenceschopnosti je Indonésie na 36. místě ze 137 států. V roce 2017 32 % obyvatel pracovalo v zemědělství, 21 % v průmyslu a 47 % ve službách. Nezaměstnanost byla v roce 2019 6,3 %. Podíl ekonomicky činného obyvatelstva byl v témže roce 67% a průměrná roční inflace 2,72 %.
Země má bohaté zásoby přírodních zdrojů, především ropy, zemního plynu a barevných kovů. Hlavními průmyslovými sektory jsou těžba ropy a zemního plynu, výroba látek a oděvů a těžba. Nejvýznamnějšími zemědělskými produkty jsou palmový olej, rýže, čaj, káva, koření a guma.
Významný je v zemi také turismus. Jedním z nejoblíbenějších míst turistů je ostrov Bali, který ročně navštíví až 4 miliony turistů.

## Ekonomické sektory

### Zemědělství

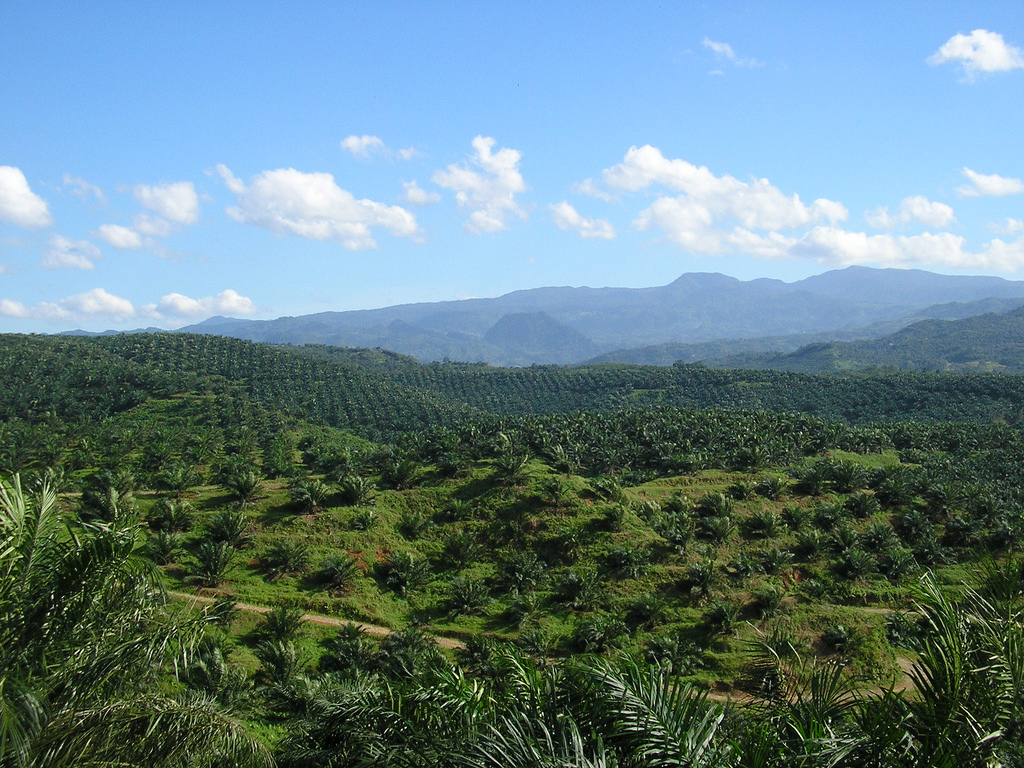
Velká plantáž na palmový olej. V současnosti je Indonésie jeho největší producentem.

Indonésie je převážně zemědělskou zemí. Zemědělství v Indonésii je klíčovým odvětvím, které přispívá až k 14,43 % HDP. V současné době se využívá 30 % indonéské rozlohy jako obdělávaná půda a zaměstnává asi 49 milionů lidí (41 % z celkové pracovní síly). V zemědělství dominuje rostlinná výroba, polovina polí je zavlažována. Mezi primární zemědělské komodity patří rýže, maniok (tapioka), arašídy, přírodní kaučuk, kakao, káva, palmový olej, kopra; drůbež, hovězí, vepřové maso a vejce. Pro místní ekonomiku je důležitá rovněž produkce palmového oleje, jelikož Indonésie je jeho největším světovým producentem i spotřebitelem a pokrývá přibližně polovinu světové spotřeby. V roce 2008 se stala největším světovým výrobcem palmového oleje, což zásadně proměnilo indonéskou krajinu a využití místní půdy. Jen pro demonstraci rozsahu, o které je zde řeč, v roce 1990 bylo palmou olejnou pokryto 0,7 milionů hektarů půdy. Tato plocha se do roku 2012 více než zdevítinásobila na 6,5 milionu hektarů. Podle hnutí Greenpeace bylo od roku 2015 kvůli produkci palmového oleje odstraněno více než 130 tisíc hektarů lesů, což je oblast o rozloze dvakrát větší než Singapur. V roce 2018 indonéský prezident Joko Widodo podepsal moratorium týkající se vzniku nových palmových plantáží – v následujících třech letech žádné nové nevzniknou.

### Ropa a těžba uhlí

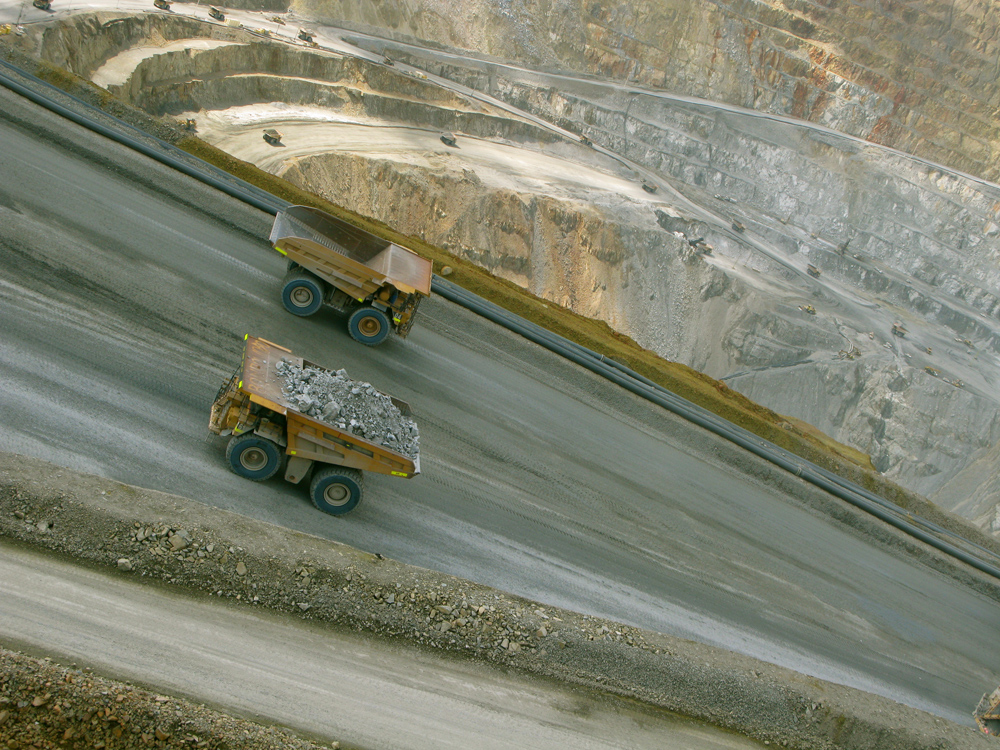
Nákladní vozy v dole na ostrově Sumbawa.

Indonésie byla do roku 2008 jediným asijským členem Organizace zemí vyvážejících ropu (OPEC) a v roce 2020 je stále čistým dovozcem ropy. V roce 2016 oznámila svů odchod po návratu v roce 2015, jelikož nemohla souhlasit s cílem OPECU: snížení nadměrných dodávek ropy na trh a podpora růstu ceny. Indonésie je vnímána jako poněkud nezvyklý člen kartelu a má za sebou historii nepravidelného členství. Poprvé se ke kartelu připojila v roce 1962, v roce 2009 ho však opustila, protože kvůli klesající těžbě se stala čistým dovozcem ropy. To je v rozporu s podmínkami plnoprávného členství v kartelu. Od opětovného připojení uskutečnila několik dohod o dovozu ropy, zahraničních investicích do těžby a partnerství v oblasti zpracování ropy, mimo jiné i s největšími zeměmi OPEC, tedy Íránem a Saúdskou Arábií.
V roce 1999 činila produkce ropy a kondenzátu v průměru 1,5 milionu barelů (240 000 m³) denně a v roce 1998 přispěl ropný a plynárenský průmysl včetně rafinace přibližně k 9 % HDP. Od roku 2005 činila produkce ropy a kondenzátu 1,07 milionu barelů (170 000 m³) denně. Naznačuje to podstatný pokles od 90. let, zejména v důsledku stárnutí ropných polí a nedostatku investic do zařízení na těžbu ropy. Tento pokles produkce byl doprovázen podstatným nárůstem domácí spotřeby o přibližně 5,4 % ročně, což vedlo k odhadovaným nákladům na dovoz ropy v roce 2005 ve výši 1,2 miliardy USD. Stát vlastní veškerá práva na ropu a nerostné suroviny. Zahraniční firmy se účastní prostřednictvím sdílení výroby a pracovních smluv. Dodavatelé ropy a zemního plynu jsou povinni financovat veškeré náklady na průzkum, těžbu a vývoj ve svých smluvních oblastech a mají nárok na úhradu provozních, průzkumných a vývojových nákladů z vyrobené ropy a zemního plynu. Indonésie dříve subvencovala ceny pohonných hmot, aby udržovala nízké ceny, což ji v roce 2004 stálo 7 miliard USD. Společnost SBY nařídila výrazné snížení vládní dotace cen pohonných hmot v několika fázích. Vláda uvedla, že cílem snížení dotací je snížení rozpočtového deficitu na 1 % HDP v roce 2005, což je pokles z zhruba 1,6 % o rok dříve. Vláda zároveň nabídla jednorázové dotace pro kvalifikované občany, aby zmírnila těžkou situaci.
Indonésie je největší dodavatel cínu na světě. Ačkoli se těžba nerostů tradičně soustředila na bauxit, stříbro a cín, rozšiřuje svoji produkci mědi, niklu, zlata a uhlí na zahraniční export. V polovině roku 1993 Ministerstvo těžby a energetiky znovu otevřelo zahraniční investice pro uhelný sektor, což vedlo ke společnému podniku mezi indonéským producentem uhlí a společnostmi BP a Rio Tinto Group. Celková produkce uhlí dosáhla v roce 1999 74 milionů tun, včetně vývozu 55 milionů tun, a v roce 2011 byla produkce 353 milionů. Od roku 2014 je Indonésie třetím největším producentem s celkovou roční produkcí 458 Mt a exportem 382 Mt. Při tomto tempu budou rezervy vyčerpány do roku 2075. Ne všechny produkce lze exportovat z důvodu regulace závazků na domácím trhu (DMO), která by měla saturovat domácí trh. V roce 2012 činil DMO 24,72 %. Počínaje rokem 2014 již není povolen žádný vývoz uhlí nízké kvality, takže v Jižním Kalimantanu a Jižní Sumatře budou vybudovány moderní úpravny hnědého uhlí, který zvýší kalorickou hodnotu uhlí ze 4 500 na 6 100 kcal/kg. Indonésie je také největším světovým producentem niklu.

## Průmysl
Průmysl má podíl přes 18 % hrubého národního produktu (HNP) a rozvoj průmyslu pokračuje jako hlavní cíl programů vládního rozvoje. V roce 2010 bylo 13 % obyvatel v produktivním věku zaměstnaných v průmyslu. Mezi nejdůležitější sektory průmyslu patří ropný, textilní a gastronomický. Významný je také průmysl tabákový, výroba překližky, cementu a jiných stavebních materiálů, chemický a automobilový průmysl. Indonéský průmysl se soustředí hlavně na Jávě.

### Automobilový průmysl
V roce 2010 prodala Indonésie 7,6 milionu motocyklů, které se vyráběly hlavně v zemi s téměř 100 % místními součástmi. Honda vedla na trhu s 50,95 % podílem na trhu, následovaná Yamahou s 41,37 %. V roce 2011 činil celkový prodej maloobchodních automobilů 888 335 kusů, což byl nárůst o 19,26 % oproti roku 2010. Na domácím trhu s automobily dominovala Toyota (35,34 %), následovaná Daihatsu a Mitsubishi s 15,44 % a 14,56 %. Od roku 2011 zavedly některé místní automobilky některé indonéské národní vozy, které lze kategorizovat jako nízkonákladový zelený automobil (LCGC). V roce 2012 se prodej výrazně zvýšil o 24 %, což je poprvé, co se v prodeji automobilů prodalo více než jeden milion kusů.
V srpnu 2014 vyvážela Indonésie 126 935 vozidlových jednotek Completely Up (CBU) a 71 000 vozidlových jednotek Completely Knock Down (CKD), přičemž celková produkce dosáhla 878 000 vozidlových jednotek, což představuje 22,5 % z celkového výkonu. Automobilový export je více než dvojnásobný než jeho dovoz. V srpnu 2015 vyvážela Indonésie 123 790 motocyklů. Ve stejném roce společnost Yamaha Motor Company, která vyvezla 82 641, oznámila, že z Indonésie udělá základnu pro export svých produktů.
V roce 2017 země vyrobila téměř 1,2 milionu motorových vozidel, což ji řadí na 18. největšího výrobce na světě. V dnešní době mohou indonéské automobilové společnosti vyrábět automobily s vysokým podílem místního obsahu (80–90 %).
V roce 2018 země vyprodukovala 1,34 milionu kusů automobilů, přičemž export zahrnoval 346 000 kusů automobilů hlavně na Filipíny a Vietnam.

## Energie
V posledních šesti letech vzrostla kapacita obnovitelných zdrojů o 2,09 GW, v průměru o 348 MW ročně. Hlavní zdroje obnovitelné energie pocházejí z velkých vodních a geotermálních elektráren s celkovou kapacitou 5 389 a 2 130 MW. Solární energie je nejvýznamnějším zdrojem obnovitelné energie v Indonésii, ale např. v listopadu 2019 však využila jenom 152 MW (0,028 % z 536 GW potenciálu). Z těchto 152 MW pocházelo cca 11 % (16,6 MW) ze solárních panelů na střechách domů.

## Zaměstnání
Odborové hnutí hraje v Indonésii významnou roli. Největším svazem je Odborová jednota celé Indonésie založená v roce 1973. Pracovní týden trvá 40 hodin a platí pro celou zemi. Platové ohodnocení se reguluje podle arbitrárního systému. Ustanovení zákoníku práce z roku 1948 a pozdější úpravy stanovily normy pro práci žen a dětí, pracovní podmínky, počet pracovních hodin a hodin určených na odpočinek.
Podle Amnesty International (AI) se mnohé nadnárodní společnosti jako Wilmar, Nestlé nebo Unilever podílejí na porušování lidských práv. AI se odvolává na přítomnost dětí mladších než 10 let na plantážích, kde se získává palmový olej a kde vykonávaly fyzicky náročnou a nebezpečnou činnost s nedostatkem ochranných pomůcek, pracují za nízké mzdy a mají velmi vysoké denní kvóty vykonané práce se sankcemi pro ty, kteří je nedosáhnou. Zároveň žijí v nejistota, z důvodu absence důchodu a zdravotního pojištění.

## Doprava
Říční a meziostrovní loďstvo je pro indonéskou ekonomii nezbytné. Po odchodu Nizozemska v roce 1958 došlo i k odlivu vybavení a lidské síly, rekonstrukce a rozvoj přístavů pro velké lodě se od té doby postupně zlepšuje. Hlavní obchodní přístavy se nacházejí v blízkosti Jakarty a Surabaye na Jávě, v Medaně na Sumatře.

## Export a zahraniční vztahy

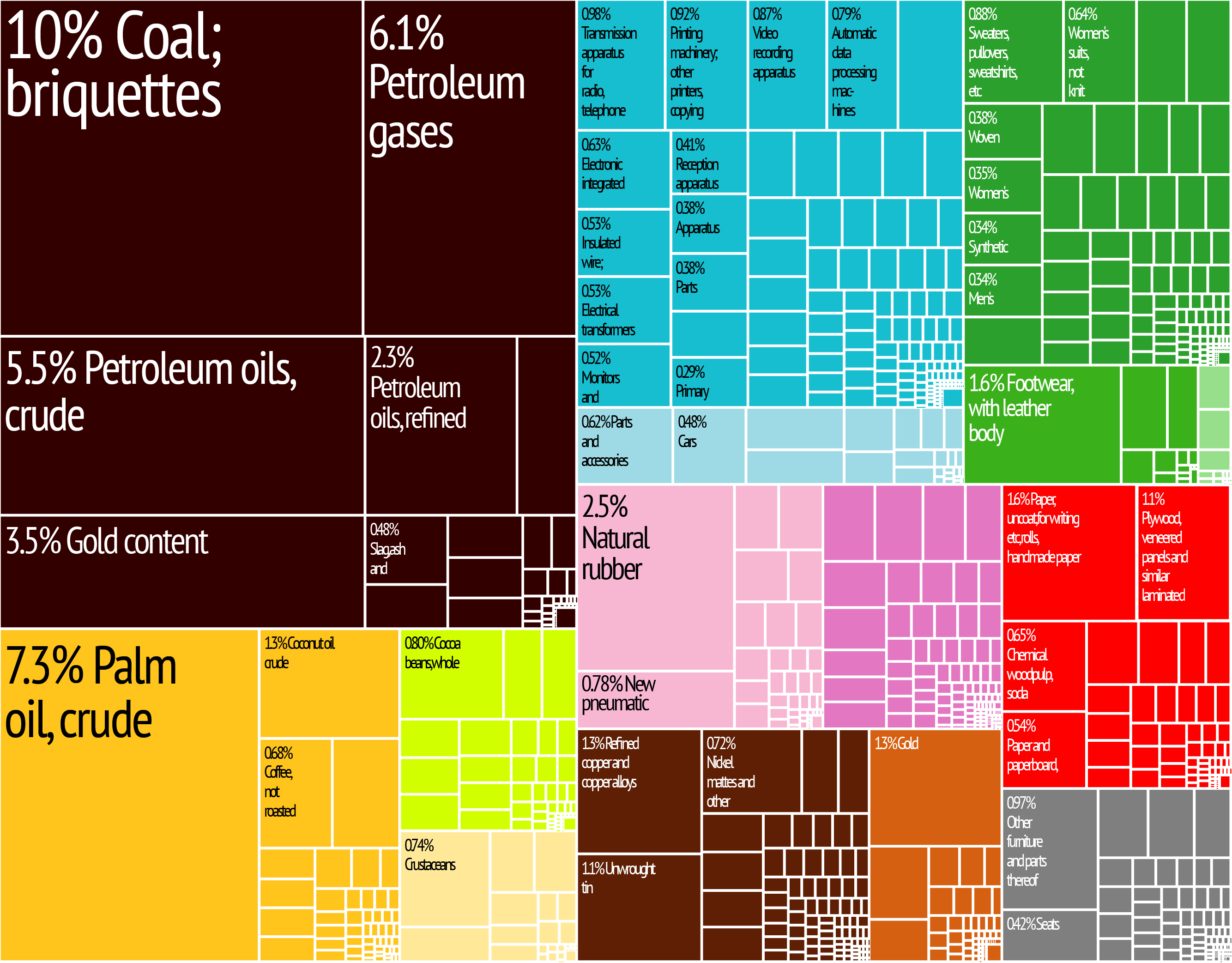
Graf indonéského exportu (2012)

Indonésie a Japonsko v roce 2008 podepsaly dohodu o hospodářském partnerství mezi Indonésií a Japonskem (IJEPA). Dohoda byla první indonéskou dvoustrannou dohodou o volném obchodu, která měla usnadnit přeshraniční tok zboží a osob i investic mezi oběma zeměmi . Obchod s Čínou se od 90. let zvýšil a v roce 2014 se Čína stala po Japonsku druhým největším vývozním místem Indonésie. S ekonomickým vzestupem Číny s ní Indonésie zintenzivňuje své obchodní vztahy, aby vyvážila své vazby se Západem. 
V roce 2016 byly hlavními exportními surovinami zlato, měď, nikl, uhlí, dřevěné produkty, zemědělské produkty (palmový olej, rýže, arašídy, kakao, káva), textilie a minerály. Hlavními exportními trhy Indonésie byly Čína (11,6 % exportu), USA (11,2 % exportu) a Japonsko (11,1 % exportu). Indonésie je také jeden z velkých světových vývozců zkapalněného zemního plynu, který vyváží především do Japonska a Číny. Hlavními importními produkty byly v roce 2016 strojírenské výrobky, chemikálie, paliva a potraviny. Největšími importními partnery Indonésie byly Čína, Japonsko a Singapur.

### Spojené státy americké
V roce 1999 činil americký vývoz do Indonésie celkem 2 miliardy amerických dolarů, což byl výrazný pokles oproti 4,5 miliardám amerických dolarů v roce 1997. Hlavním vývozem byla stavební zařízení, stroje, letecké díly, chemikálie a zemědělské produkty. Dovoz z Indonésie do USA v roce 1999 činil celkem 9,5 miliardy amerických dolarů a sestával především z oděvů, strojů a dopravních zařízení, ropy, přírodního kaučuku a obuvi.
Finanční pomoc Indonésii je koordinována prostřednictvím Poradní skupiny pro Indonésii (CGI) vytvořené v roce 1989. Zahrnuje 19 dárcovských zemí a 13 mezinárodních organizací, které se každoročně scházejí za účelem koordinace pomoci dárců. V roce 2019, kdy podíl indonéského světového obchodu přesáhl 0,5 procenta, se obchodní zástupci Spojených států rozhodli neklasifikovat Indonésii jako „rozvojovou zemi“. Přes zrušení tohoto statusu indonéská vláda ujistila, že se to nezmění současný systém všeobecných preferencí, který Indonésie využívala ze Spojených států.

## Finance a byznys
V následku asijské finanční krize v roce 1997 vláda získala do správy významnou část (aktiv) soukromého sektoru získáním nevýkonných bankovních půjček a podnikových aktiv prostřednictvím procesu restrukturalizace dluhu a společnosti ve vazbě byly o několik let později prodány k privatizaci. Od roku 1999 se ekonomika zotavila a růst se začal zvyšovat na 4–6 %.
V Indonésii je kolem 50 milionů malých podniků, přičemž v roce 2010 došlo k nárůstu online využití o 48 %. Google oznámil, že do roku 2012 otevře v Indonésii místní kancelář. Podle společnosti Deloitte v roce 2011 činnosti související s internetem vytvořily 1,6 % HDP.
Do konce června 2011 činil majetek státního majetku 1 265 bilionů rupií (128 miliard USD). Hodnota státních akcií činila 50 bilionů rupií (5 miliard USD), zatímco ostatní státní aktiva činila 24 bilionů rupií (2,4 miliardy USD).